# Regionalisme
El regionalisme és un moviment cultural i polític de recuperació de la identitat pròpia (idioma, història, dret, tradicions i altres peculiaritats). Les reclamacions polítiques del moviment es limiten a l'assoliment de certs graus d'autonomia jurídica, encara que mantenint sempre la dependència política, motiu per la qual hom el considera una forma d'unionisme.
En el cas concret de Catalunya i el País Valencià, van sorgir els respectius regionalismes (el català i el valencià) durant els primers anys de la Restauració borbònica (darrer terç del segle xix). Políticament, els regionalistes eren partidaris de la descentralització administrativa i, en algun casos, de l'autonomia.